# Sportjahr 1992
Liste der Sportjahre

◄◄ | ◄ | 1988 | 1989 | 1990 | 1991 | Sportjahr 1992 | 1993 | 1994 | 1995 | 1996 | ► | ►►

Weitere Ereignisse   · Olympische Spiele · Olympische Winterspiele

## Badminton
Höhepunkte des Badmintonjahres 1992 waren das olympische Badmintonturnier, der Thomas Cup und der Uber Cup.

### World Badminton Grand Prix
| Veranstaltung       | Herreneinzel           | Dameneinzel              | Herrendoppel                         | Damendoppel                            | Mixed                              |
| ------------------- | ---------------------- | ------------------------ | ------------------------------------ | -------------------------------------- | ---------------------------------- |
| Chinese Taipei Open | Ardy Wiranata          | Yuliani Santosa          | Cheah Soon Kit Soo Beng Kiang        | Gil Young-ah Shim Eun-jung             | Pär-Gunnar Jönsson Maria Bengtsson |
| Japan Open          | Ardy Wiranata          | Susi Susanti             | Chen Kang Chen Hongyong              | Chung So-young Hwang Hye-young         | Thomas Lund Pernille Dupont        |
| Korea Open          | Wu Wenkai              | Tang Jiuhong             | Kim Moon-soo Park Joo-bong           | Chung So-young Hwang Hye-young         | Thomas Lund Pernille Dupont        |
| Swiss Open          | Joko Suprianto         | Astrid van der Knaap     | Jan-Eric Antonsson Stellan Österberg | Maria Bengtsson Catrine Bengtsson      | Mikael Rosén Maria Bengtsson       |
| Swedish Open        | Poul-Erik Høyer Larsen | Tang Jiuhong             | Chen Hongyong Chen Kang              | Yao Fen Lin Yanfen                     | Pär-Gunnar Jönsson Maria Bengtsson |
| All England         | Liu Jun                | Tang Jiuhong             | Rudy Gunawan Eddy Hartono            | Yao Fen Lin Yanfen                     | Thomas Lund Pernille Dupont        |
| Finnish Open        | Poul-Erik Høyer Larsen | Pernille Nedergaard      | Peter Axelsson Pär-Gunnar Jönsson    | Lisbet Stuer-Lauridsen Marlene Thomsen | Jan Paulsen Fiona Smith            |
| Malaysia Open       | Rashid Sidek           | Huang Hua                | Cheah Soon Kit Soo Beng Kiang        | Lim Xiaoqing Christine Magnusson       | Thomas Lund Pernille Dupont        |
| Indonesia Open      | Ardy Wiranata          | Ye Zhaoying              | Rudy Gunawan Eddy Hartono            | Erma Sulistianingsih Rosiana Tendean   | Pär-Gunnar Jönsson Maria Bengtsson |
| Canada Open         | Ahn Jae-chang          | Hisako Mizui             | Cheah Soon Kit Soo Beng Kiang        | Pernille Dupont Lotte Olsen            | Thomas Lund Pernille Dupont        |
| Singapur Open       | Zhao Jianhua           | Ye Zhaoying              | Chen Kang Chen Hongyong              | Gillian Clark Gillian Gowers           | Pär-Gunnar Jönsson Maria Bengtsson |
| US Open             | Poul-Erik Høyer Larsen | Lim Xiaoqing             | Cheah Soon Kit Soo Beng Kiang        | Lim Xiaoqing Christine Magnusson       | Thomas Lund Pernille Dupont        |
| Dutch Open          | Hermawan Susanto       | Sarwendah Kusumawardhani | Tan Kim Her Yap Kim Hock             | Anne Mette Bille Marianne Rasmussen    | Dave Wright Sara Sankey            |
| China Open          | Hermawan Susanto       | Yao Yan                  | Ricky Subagja Rexy Mainaky           | Yao Fen Lin Yanfen                     | Aryono Miranat Eliza Nathanael     |
| Hong Kong Open      | Wu Wenkai              | Bang Soo-hyun            | Ricky Subagja Rexy Mainaky           | Nong Qunhua Zhou Lei                   | Lee Sang-bok Gil Young-ah          |
| German Open         | Alan Budikusuma        | Susi Susanti             | Jon Holst-Christensen Thomas Lund    | Christine Magnusson Lim Xiaoqing       | Thomas Lund Pernille Dupont        |
| Denmark Open        | Darren Hall            | Susi Susanti             | Thomas Lund Jon Holst-Christensen    | Lim Xiaoqing Christine Magnusson       | Thomas Lund Pernille Dupont        |
| Thailand Open       | Joko Suprianto         | Susi Susanti             | Ricky Subagja Rexy Mainaky           | Nong Qunhua Zhou Lei                   | Aryono Miranat Eliza Nathanael     |
| Scottish Open       | Pontus Jäntti          | Lim Xiaoqing             | Peter Axelsson Pär-Gunnar Jönsson    | Lim Xiaoqing Christine Magnusson       | Jan-Eric Antonsson Astrid Crabo    |
| Grand Prix Finale   | Rashid Sidek           | Susi Susanti             | Ricky Subagja Rexy Mainaky           | Lin Yanfen Yao Fen                     | Thomas Lund Pernille Dupont        |

## Cricket
- 25. März: Pakistan gewinnt den fünften Cricket World Cup in Australien und Neuseeland, indem sie im Finale England mit 22 Runs besiegt.
- 6. Juli: Simbabwe wird Full Member des International Cricket Council (ICC).

## Leichtathletik
- 26. Januar – Liz McColgan, Großbritannien, lief den Halbmarathon der Damen in 1:07:11 Stunden.
- 6. März – Noureddine Morceli, Algerien, lief die 1500 Meter der Herren in 3:28,9 Minuten.
- 30. April – Serhij Bubka, Ukraine, erreichte im Stabhochsprung der Herren 6,12 Meter.
- 21. Mai – Sun Caiyun, China, sprang im Hochsprung der Damen 4,05 Meter.
- 4. Juni – Olga Kusenkowa, Russland, erreichte im Hammerwurf der Damen 65,40 Meter.
- 13. Juni – Serhij Bubka, Ukraine, sprang im Stabhochsprung der Herren 6,11 Meter.
- 17. Juni – Olga Kusenkowa, Russland, erreichte im Hammerwurf der Damen 64,44 Meter.
- 21. Juni – Sun Caiyun, China, erreichte im Stabhochsprung der Damen 4,05 Meter.
- 6. August – Kevin Young, USA, lief die 400 Meter Hürden der Herren in 46,78 Sekunden.
- 16. August – Moses Kiptanui, Kenia, lief die 3000 Meter der Herren in 7:29,0 Minuten.
- 19. August – Moses Kiptanui, Kenia, lief die 3000 Meter Hindernis der Herren in 8:02,1 Minuten.
- 25. August – Steve Backley, Großbritannien, erreichte im Speerwurf der Herren 91,46 Meter.
- 30. August – Serhij Bubka, Ukraine, sprang im Stabhochsprung der Herren 6,12 Meter.
- 5. September – Dan O’Brien, USA, erreichte im Zehnkampf der Herren 8891 Punkte.
- 6. September – Noureddine Morceli, Algerien, lief die 1500 Meter der Herren in 3:28,9 Minuten.
- 19. September – Serhij Bubka, Ukraine, sprang im Stabhochsprung der Herren 6,13 Meter.

## Motorradsport

### Superbike-Weltmeisterschaft
- Der 32-jährige US-Amerikaner Doug Polen gewinnt auf Ducati vor dem Franzosen Raymond Roche (ebenfalls Ducati) und dem Australier Rob Phillis (Kawasaki) die Fahrerwertung und verteidigt damit seinen im Vorjahr gewonnenen Titel erfolgreich. In der Konstrukteurswertung setzt sich Ducati vor Kawasaki und Yamaha durch.

Details: Superbike-Weltmeisterschaft 1992

## Rugby
- Südafrika kehrt als Vollmitglied in das International Rugby Football Board (IRFB, heute World Rugby) zurück.

## Tischtennis
- Tischtennis-Europameisterschaft 1992 10. bis 20. April 1992 in Stuttgart
- Länderspiele Deutschlands (Freundschaftsspiele)
  - 23. April: Stuttgart: D. – England 0:3 (Damen)

## Geboren

### Januar

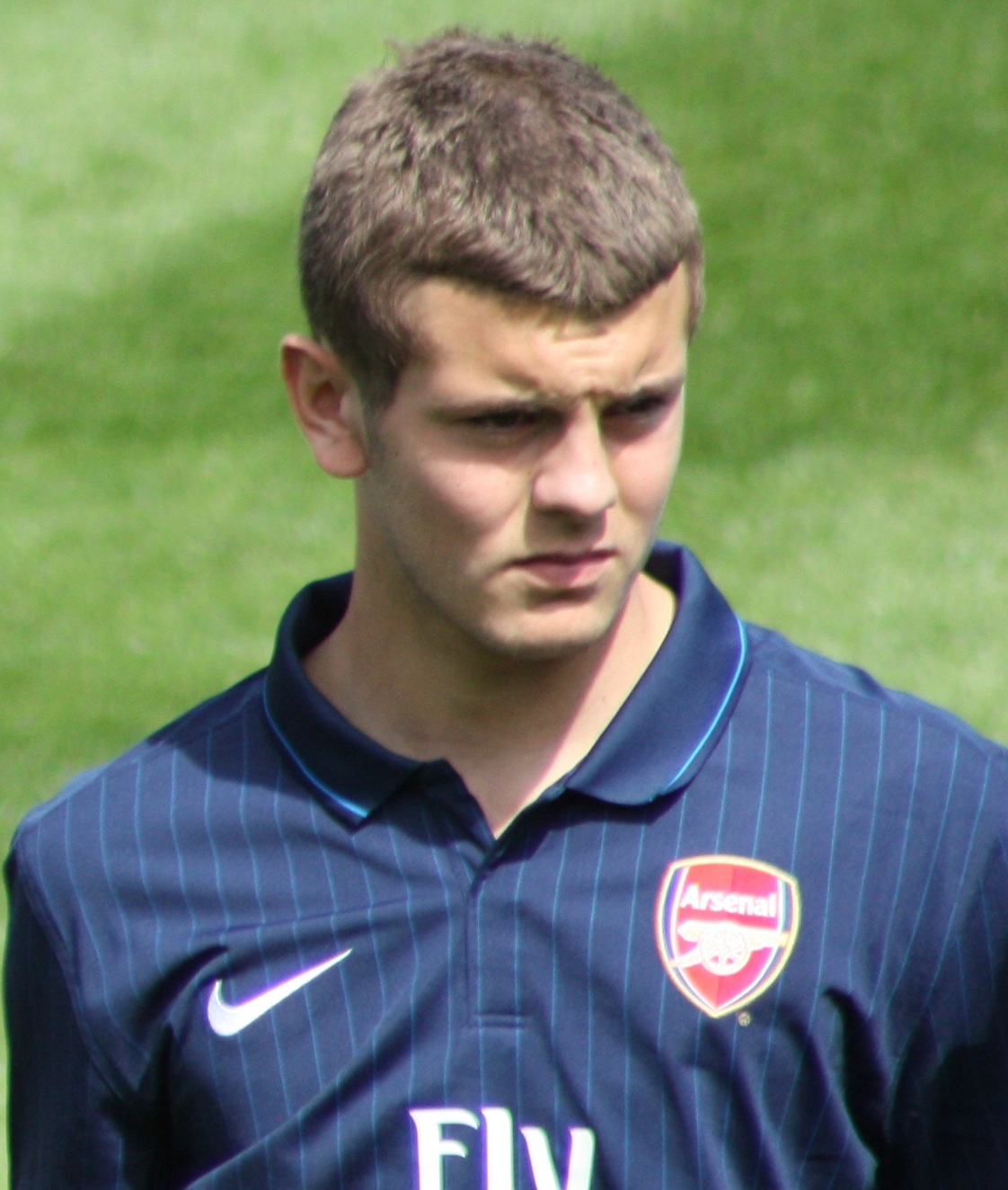
Jack Wilshere

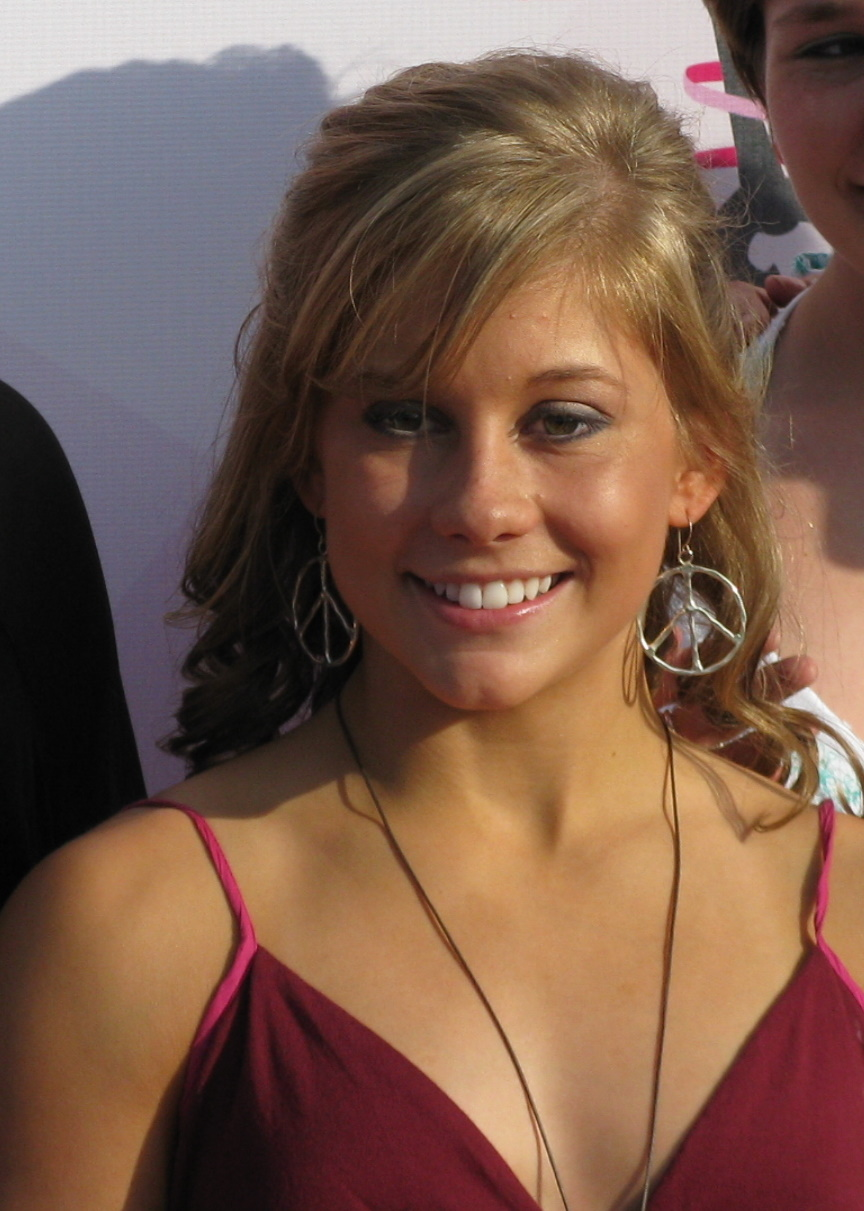
Shawn Johnson

- 01. Januar: René Binder, österreichischer Automobilrennfahrer
- 01. Januar: Jack Wilshere, englischer Fußballspieler
- 02. Januar: Timothy Masters, australischer Ruderer
- 03. Januar: Maxim Zwetkow, russischer Biathlet
- 04. Januar: Ann-Cathrin Giegerich, deutsche Handballspielerin
- 04. Januar: Nigel Moore, britischer Automobilrennfahrer
- 04. Januar: Boné Uaferro, deutsch-mosambikanischer Fußballspieler
- 05. Januar: Afriyie Acquah, ghanaischer Fußballspieler
- 05. Januar: Nils Eichenberger, deutscher Handballspieler
- 05. Januar: Teoman Erkan, türkischer Fußballspieler
- 05. Januar: Priscila Pérez, mexikanische Fußballschiedsrichterin
- 05. Januar: Calogero Rizzuto, deutsch-italienischer Fußballspieler
- 06. Januar: Julian Lauenroth, deutscher Handballspieler
- 07. Januar: Erik Gudbranson, kanadischer Eishockeyspieler
- 09. Januar: Florian Eisenträger, deutscher Handballspieler
- 09. Januar: Andreas Voglsammer, deutscher Fußballspieler
- 10. Januar: Hannes van Asseldonk, niederländischer Automobilrennfahrer
- 10. Januar: Muhammet Demir, türkischer Fußballspieler
- 10. Januar: Andreas Heimann, deutscher Schachspieler
- 10. Januar: Jakub Holoubek, tschechischer Skeletonsportler
- 10. Januar: Veronika Kettenbach, deutsche Volleyballspielerin
- 10. Januar: Dennis Kramer, US-amerikanisch-deutscher Basketballspieler († 2023)
- 10. Januar: Šime Vrsaljko, kroatischer Fußballspieler
- 11. Januar: Michele Godino, italienischer Snowboarder
- 11. Januar: Jakub Nemec, slowakischer Fußballspieler
- 14. Januar: Ludmila Horká, tschechische Biathletin
- 15. Januar: Marcin Kamiński, polnischer Fußballspieler
- 17. Januar: Miki Monras, spanischer Automobilrennfahrer
- 17. Januar: Pascal Schmidt, deutscher Fußballspieler
- 17. Januar: Eri Yoshida, japanische Baseballspielerin
- 18. Januar: Francesco Bardi, italienischer Fußballspieler
- 18. Januar: Anna Felzmann, deutsche Leichtathletin
- 19. Januar: Shawn Johnson, US-amerikanische Kunstturnerin
- 19. Januar: Dora Krsnik, kroatische Handballspielerin
- 19. Januar: Stefan Wannenwetsch, deutscher Fußballspieler
- 20. Januar: Mauro Calamia, Schweizer Automobilrennfahrer
- 20. Januar: Benjamin „Ben“ Kantarovski, australischer Fußballspieler
- 20. Januar: Tatjana Segina, russische Bogenschützin
- 21. Januar: Migdalía Rodríguez Chirino, venezolanische Fußballschiedsrichterassistentin
- 21. Januar: Thomas Supis, deutscher Eishockeyspieler
- 22. Januar: Vincent Aboubakar, kamerunischer Fußballspieler
- 24. Januar: Becky Downie, britische Kunstturnerin
- 27. Januar: Tio Ellinas, zypriotischer Automobilrennfahrer
- 27. Januar: Krissana Nontharak, thailändischer Fußballspieler
- 28. Januar: Oussama Haddadi, tunesischer Fußballspieler
- 28. Januar: Suzana Lazović, montenegrinische Handballspielerin und -trainerin
- 30. Januar: Kathrin Mühlbach, deutsche Tischtennisspielerin
- 31. Januar: Alexander Loginow, russischer Biathlet

### Februar
- 02. Februar: Carlos Muñoz, kolumbianischer Automobilrennfahrer
- 02. Februar: Veronica Mutua, kenianische Sprinterin
- 04. Februar: Samin Gomez, venezolanische Automobilrennfahrerin
- 04. Februar: Niko Opper, deutscher Fußballspieler
- 04. Februar: Max Reinhart, kanadischer Eishockeyspieler

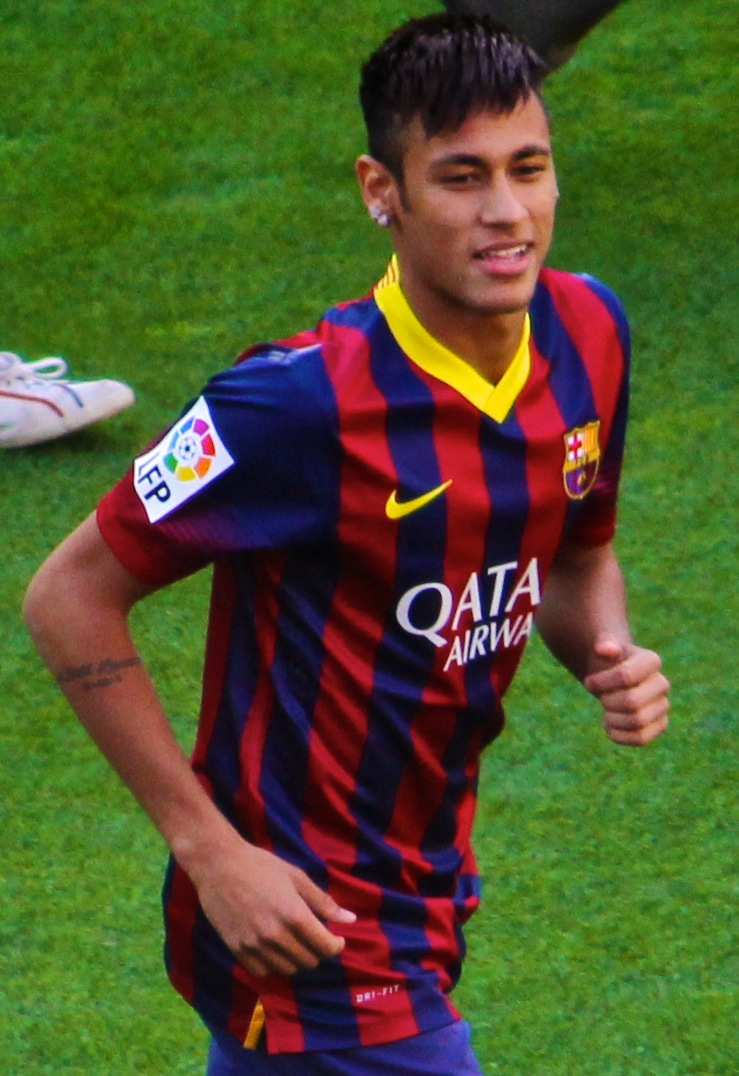
Neymar

- 05. Februar: Neymar, brasilianischer Fußballspieler
- 07. Februar: Sven Müller, deutscher Automobilrennfahrer
- 07. Februar: Xenija Stolbowa, russische Eiskunstläuferin
- 10. Februar: Sandjar Ahmadi, afghanischer Fußballspieler
- 10. Februar: Annika Dries, US-amerikanische Wasserballspielerin
- 10. Februar: Pauline Ferrand-Prévot, französische Radsportlerin
- 13. Februar: Birkan Akyol, deutscher Profiboxer
- 13. Februar: Marharyta Machnewa, belarussische Kanutin
- 14. Februar: Alphonce Simbu, tansanischer Langstreckenläufer
- 15. Februar: Candice Lill, südafrikanische Mountainbikerin
- 17. Februar: Denys Prytschynenko, ukrainisch-deutscher Fußballspieler
- 19. Februar: Georgi Milanow, bulgarischer Fußballspieler
- 23. Februar: Victoria Gulliksen, norwegische Springreiterin
- 25. Februar: Nico Müller, Schweizer Automobilrennfahrer
- 25. Februar: Lennart Thy, deutscher Fußballspieler
- 29. Februar: Perry Kitchen, US-amerikanischer Fußballspieler
- 29. Februar: Jessica Long, US-amerikanische Schwimmerin

### März

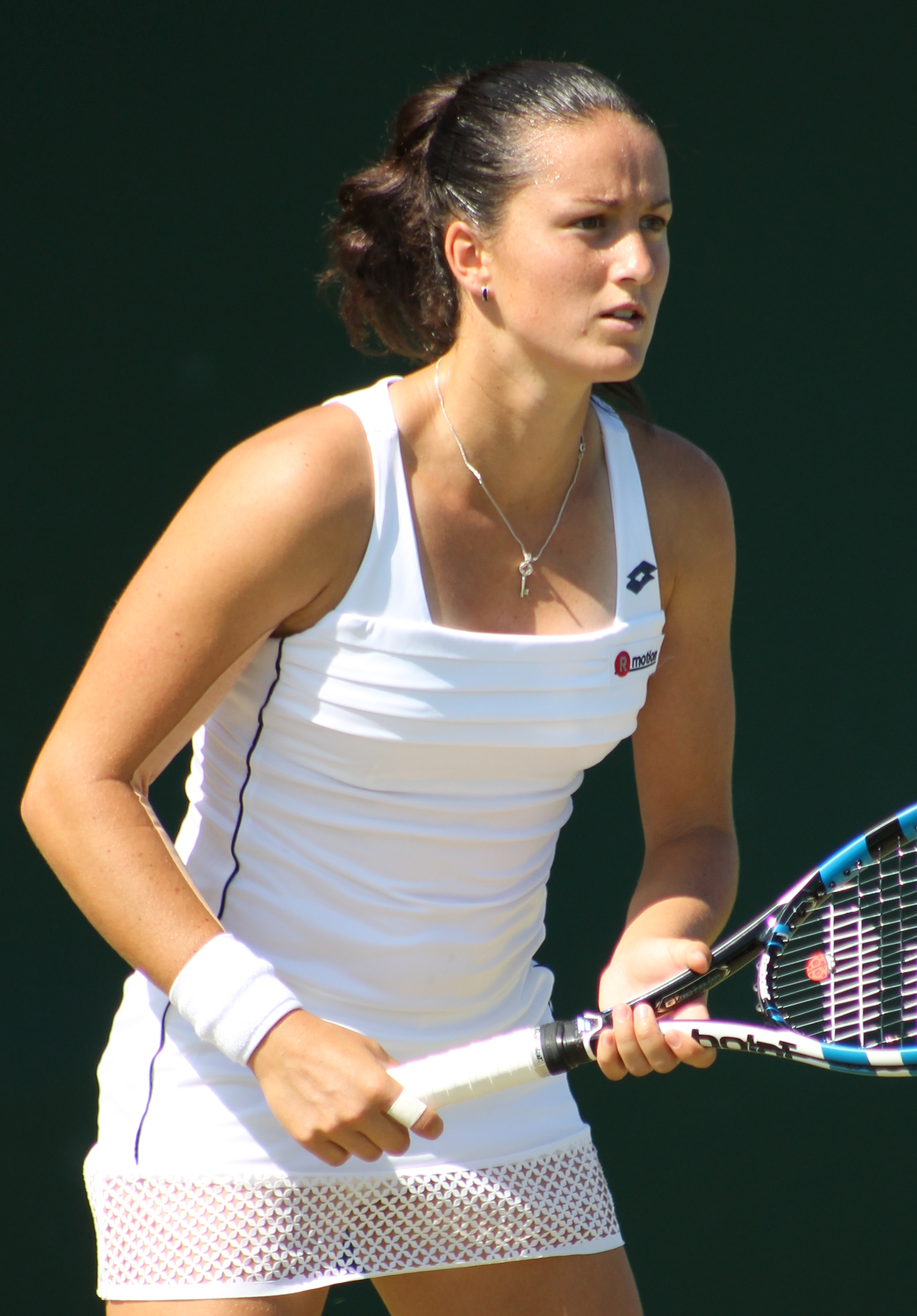
Lara Arruabarrena

- 01. März: Aishath Afnaan Rasheed, maledivische Badmintonspielerin
- 01. März: Tomas Walsh, neuseeländischer Leichtathlet
- 02. März: Huang Shih-feng, taiwanischer Leichtathlet
- 03. März: Erik Thorell, schwedischer Eishockeyspieler
- 07. März: Christoph Märtner, deutscher Handballspieler
- 09. März: Justus Nieschlag, deutscher Triathlet
- 12. März: Daniele Baselli, italienischer Fußballspieler
- 13. März: Yasuhiro Fukuda, japanischer Fußballspieler
- 14. März: Kevin Packet, belgischer Fußballspieler
- 16. März: Tim Hardaway Jr., US-amerikanischer Basketballspieler
- 17. März: Fahmi Ilyas, malaysischer Automobilrennfahrer
- 17. März: Miroslav Rypl, tschechischer Skilangläufer
- 19. März: Alex Maloney, neuseeländische Seglerin
- 20. März: Lara Arruabarrena, spanische Tennisspielerin
- 20. März: Fatima Ezzahra Gardadi, marokkanische Leichtathletin
- 20. März: Ruggero Tita, italienischer Segler
- 21. März: Karolína Plíšková, tschechische Tennisspielerin
- 21. März: Kristýna Plíšková, tschechische Tennisspielerin
- 23. März: Tolga Ciğerci, deutsch-türkischer Fußballspieler
- 23. März: Ana Marcela Cunha, brasilianische Langstreckenschwimmerin
- 23. März: Kyrie Irving, US-amerikanischer Basketballspieler
- 23. März: Valonis Kadrijaj, kosovarischer Fußballspieler
- 23. März: Juan Carlos Sistos, mexikanischer Automobilrennfahrer
- 23. März: Gaël Suter, Schweizer Radrennfahrer
- 24. März: Tobias Schilk, deutscher Fußballspieler
- 28. März: Nicolas Hamilton, britischer Automobilrennfahrer
- 29. März: Tommy Grupe, deutscher Fußballspieler
- 30. März: Bob Schepers, niederländischer Fußballspieler
- 31. März: Kim Haeng-jik, südkoreanischer Karambolagespieler
- 31. März: Christian Mathenia, deutscher Fußballtorhüter

### April
- 01. April: Alexei Igorewitsch Korowaschkow, russischer Kanute
- 02. April: Kirill Akopowitsch Grigorjan, russischer Sportschütze
- 02. April: Giancarlo Vilarinho, brasilianischer Automobilrennfahrer
- 03. April: Julija Jefimowa, russische Brustschwimmerin
- 07. April: Andreea Roxana Acatrinei, rumänische Kunstturnerin
- 08. April: Onur Karakabak, türkischer Fußballspieler
- 08. April: Sergei Ustjugow, russischer Skilangläufer
- 10. April: Dessislawa Stojanowa, bulgarische Biathletin
- 11. April: Nesthy Petecio, philippinische Boxerin
- 11. April: Bjarne Thoelke, deutscher Fußballspieler
- 12. April: Chad le Clos, südafrikanischer Schwimmer
- 15. April: Richard Sandrak, US-amerikanischer Bodybuilder
- 15. April: Alice Volpi, italienische Fechterin
- 17. April: Jan Forstbauer, deutscher Handballspieler
- 18. April: Caroline Chew, singapurische Reiterin
- 21. April: Deng Linlin, chinesische Turnerin
- 21. April: David Fumanelli, italienischer Automobilrennfahrer
- 21. April: Andreas Geipl, deutscher Fußballspieler
- 21. April: Bastian Krämmer, deutscher Eishockeyspieler
- 21. April: Reto Schmidiger, Schweizer Skirennfahrer
- 22. April: Ali Farag, ägyptischer Squashspieler
- 24. April: Pawel Krotow, russischer Freestyle-Skier († 2023)
- 24. April: Tyler Toffoli, kanadischer Eishockeyspieler
- 27. April: Tom Weilandt, deutscher Fußballspieler
- 28. April: Michail Birjukow, russischer Tennisspieler
- 30. April: Finn Lemke, deutscher Handballspieler
- 30. April: Marc-André ter Stegen, deutscher Fußballspieler
- 30. April: Paweł Wszołek, polnischer Fußballspieler

### Mai
- 02. Mai: Samuele Buttarelli, italienischer Automobilrennfahrer
- 03. Mai: Melissa Wu, australische Wasserspringerin
- 03. Mai: Ben Zolinski, deutscher Fußballspieler
- 06. Mai: Kim Lim-hwan, südkoreanischer Judoka
- 12. Mai: Vetle Sjåstad Christiansen, norwegischer Biathlet
- 12. Mai: Lucas Foresti, brasilianischer Automobilrennfahrer
- 12. Mai: Matthias Maak, österreichischer Fußballspieler
- 12. Mai: Dale Parker, australischer Bahn- und Straßenradrennfahrer
- 12. Mai: Tyron Zeuge, deutscher Boxer
- 13. Mai: Georgina García Pérez, spanische Tennisspielerin
- 14. Mai: Mario Farnbacher, deutscher Automobilrennfahrer
- 15. Mai: Kai Pröger, deutscher Fußballspieler
- 18. Mai: Jessica Morrison, australische Ruderin
- 19. Mai: Ola John, niederländischer Fußballspieler
- 19. Mai: Lisa-Maria Zeller, österreichische Skirennläuferin
- 20. Mai: Markus Hansen, deutscher Handballspieler
- 21. Mai: Dylan van Baarle, niederländischer Radrennfahrer
- 22. Mai: Robin Knoche, deutscher Fußballspieler
- 22. Mai: Mario Petter, österreichischer Fußballspieler
- 24. Mai: Pelle Jensen, deutscher Fußballspieler
- 26. Mai: Philipine van Aanholt, niederländische Seglerin
- 27. Mai: Aaron Brown, kanadischer Leichtathlet
- 27. Mai: Ayla Huser, Schweizer Badmintonspieler
- 28. Mai: Othmane el-Goumri, marokkanischer Leichtathlet
- 28. Mai: Donny Toia, US-amerikanischer Fußballspieler
- 29. Mai: Amanda Frisbie, US-amerikanische Fußballspielerin
- 30. Mai: Astan Dabo, französisch-malische Basketballspielerin

### Juni
- 01. Juni: Raul Santos, österreichischer Handballspieler

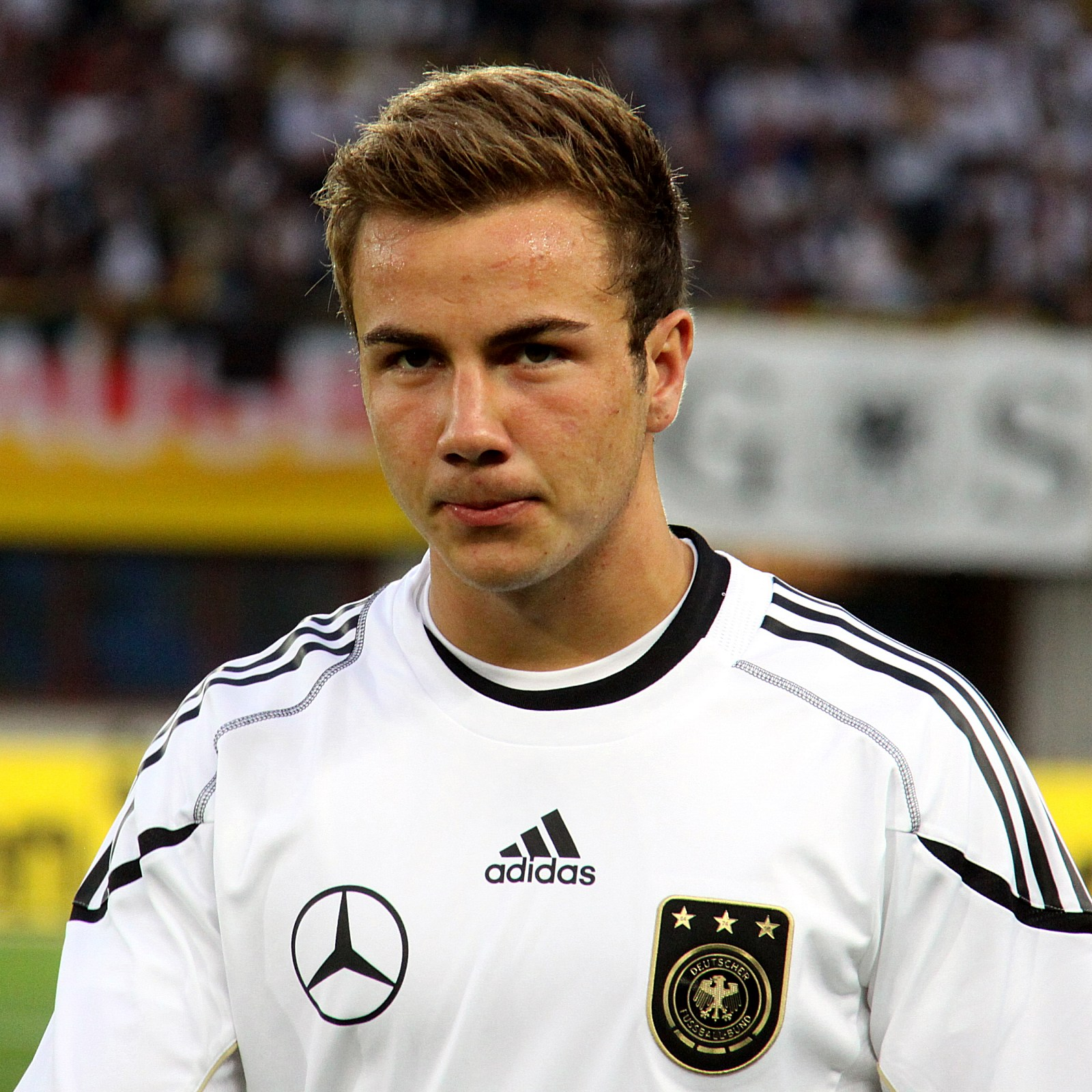
Mario Götze

- 03. Juni: Mario Götze, deutscher Fußballspieler
- 04. Juni: Sven Körner, Schweizer Unihockeyspieler
- 08. Juni: Marcel Bär, deutscher Fußballspieler
- 08. Juni: Alejandra Quisbert, bolivianische Fußballschiedsrichterin
- 08. Juni: Dennis Ronert, deutscher Boxer
- 09. Juni: Yannick Agnel, französischer Freistilschwimmer
- 10. Juni: Nita Englund, US-amerikanische Skispringerin
- 12. Juni: Alex Kirsch, luxemburgischer Radrennfahrer
- 12. Juni: Shizuka Okazaki, japanische Motorradrennfahrerin
- 12. Juni: Signe Sjølund, dänische Handballspielerin
- 15. Juni: Dafne Schippers, niederländische Leichtathletin
- 16. Juni: Wladimir Morosow, russischer Schwimmer
- 16. Juni. Matthias Zimmermann, deutscher Fußballspieler
- 17. Juni: Víctor Guerin, brasilianischer Automobilrennfahrer
- 17. Juni: Mujinga Kambundji, Schweizer Leichtathletin
- 17. Juni: Maxime Lestienne, belgischer Fußballspieler
- 17. Juni: André Negrão, brasilianischer Automobilrennfahrer
- 17. Juni: Conner Sullivan, US-amerikanischer Sportler
- 17. Juni: Hugo Valente, französischer Automobilrennfahrer
- 20. Juni: Alberto Cerqui, italienischer Automobilrennfahrer
- 20. Juni: Endi Širol, kroatischer Cyclocross- und Straßenradrennfahrer
- 20. Juni: Michael Vitzthum, deutscher Fußballspieler
- 22. Juni: Kodjovi Koussou, deutscher Fußballspieler
- 22. Juni: Alban Sabah, deutscher Fußballspieler
- 24. Juni: David Alaba, österreichischer Fußballspieler
- 24. Juni: Kevin Grob, deutscher Fußballspieler
- 24. Juni: Sam Harrison, walisischer Bahnradsportler
- 24. Juni: Germán Sánchez, mexikanischer Wasserspringer
- 24. Juni: Felix Serralles, puerto-ricanischer Automobilrennfahrer
- 24. Juni: Marion Sicot, französische Du- und Triathletin
- 25. Juni: Taliqua Clancy, australische Beachvolleyballspielerin
- 25. Juni: Kathleen Haase, deutsche Handballspielerin
- 25. Juni: Kelsey Robinson, US-amerikanische Volleyballspielerin
- 25. Juni: Ivan Sabanov, serbisch-kroatischer Tennisspieler
- 25. Juni: Matej Sabanov, serbisch-kroatischer Tennisspieler
- 26. Juni: Lamin Samateh, gambischer Fußballspieler
- 26. Juni: Andris Vosekalns, lettischer Straßenradrennfahrer
- 29. Juni: Rose Namajunas, US-amerikanische MMA-Kampfsportlerin

### Juli
- 02. Juli: Manon Houette, französische Handballspielerin
- 02. Juli: Tetsuta Nagashima, japanischer Motorradrennfahrer
- 02. Juli: Lucas Puhl, deutscher Handballspieler
- 03. Juli: Aljona Adanitschkina, russische Triathletin
- 04. Juli: Michelle Heyman, australische Fußballspielerin
- 05. Juli: Chiara Scholl, US-amerikanische Tennisspielerin
- 06. Juli: Daniel Mikic, deutscher Fußballspieler
- 06. Juli: Daniel Alberto Villalva Barrios, argentinischer Fußballspieler
- 06. Juli: Michał Zieliński, polnischer Snookerspieler
- 07. Juli: Grace Brown, australische Radsportlerin
- 07. Juli: Phillipp Steinhart, deutscher Fußballspieler
- 08. Juli: Francisco Calvo, costa-ricanischer Fußballspieler
- 08. Juli: Nikita Gussew, russischer Eishockeyspieler
- 09. Juli: Ibrahima Diaw, senegalesischer Tischtennisspieler
- 09. Juli: Daniël de Jong, niederländischer Automobilrennfahrer
- 11. Juli: Mohamed Elneny, ägyptischer Fußballspieler
- 11. Juli: Bruno Semenzato, brasilianischer Tennisspieler
- 13. Juli: Julie Leth, dänische Radrennfahrerin
- 13. Juli: Airinė Palšytė, litauische Hochspringerin
- 14. Juli. Lilla Sipos, ungarische Fußballspielerin
- 15. Juli: Steffen Bartscher, deutscher Biathlet
- 15. Juli: Alexander Fröschl, österreichischer Fußballspieler
- 15. Juli: Hector Hurst, britischer Automobilrennfahrer
- 15. Juli: Romina Kuffner, deutsche Fußballspielerin
- 15. Juli: Wayde van Niekerk, südafrikanischer Leichtathlet
- 17. Juli: Albert Rop, bahrainischer Leichtathlet
- 18. Juli: Matthias Musche, deutscher Handballspieler
- 19. Juli: Natalja Sergejewna Schukowa, russische Skilangläuferin
- 21. Juli: Aaron D’Souza, indischer Schwimmer
- 23. Juli: Riccardo Brutschin, deutscher Automobilrennfahrer
- 23. Juli: Christoph Haas, österreichischer Fußballtorhüter
- 26. Juli: Olympia Aldersey, australische Ruderin
- 30. Juli: Alex Aleardi, US-amerikanischer Eishockeyspieler
- 30. Juli: Kevin Volland, deutscher Fußballspieler
- 31. Juli: Katharina Haecker, australische Judoka
- 31. Juli: Enora Latuillière, französische Biathletin

### August
- 02. August: Amar Kudin, kroatisch-italienischer Rugbyspieler († 2024)
- 02. August: Olivia Price, australische Seglerin
- 03. August: Denis Michailowitsch Abljasin, russischer Geräteturner
- 03. August: Daniel Bragg, australischer Fußballspieler
- 05. August: Alex Fontana, Schweizer Automobilrennfahrer
- 05. August: Tim Paterok, deutscher Fußballtorhüter
- 05. August: Estavana Polman, niederländische Handballspielerin
- 06. August: Campbell Flakemore, australischer Radrennfahrer
- 09. August: Matic Podlipnik, slowenischer Eishockeyspieler
- 10. August: Oliver Rowland, britischer Automobilrennfahrer
- 11. August: Ryan Malone, US-amerikanischer Fußballspieler
- 12. August: Willi Steindl, österreichischer Automobilrennfahrer
- 13. August: Lois Abbingh, niederländische Handballspielerin
- 13. August: Jason Devaney, irischer Snookerspieler
- 13. August: Katrina Gorry, australische Fußballspielerin
- 13. August: Danica Wu, kanadische Fußballspielerin
- 15. August: Baskaran Adhiban, indischer Schachmeister
- 15. August: Marie Branser, in Deutschland geborene Judoka, für den Kongo und Guinea startend, Olympiateilnehmerin 2020 und 2024
- 17. August: Harald Reinkind, norwegischer Handballspieler
- 20. August: Kasper Kisum, dänischer Handballspieler
- 20. August: Alexandra Rajewa, russische Curlerin
- 20. August: Deniss Rakeļs, lettischer Fußballspieler
- 21. August: Felipe Nasr, brasilianischer Automobilrennfahrer
- 21. August: Rūta Irbe Tropa, lettische Grasskiläuferin
- 22. August: Amal al-Roumi, kuwaitische Leichtathletin
- 23. August: Harun Tutum, türkischer Fußballspieler
- 24. August: Uljana Donskowa, russische Turnerin und Olympiasiegerin
- 24. August: Matthew Glaetzer, australischer Bahnradsportler
- 25. August: Irene Sánchez-Escribano, spanische Leichtathletin
- 26. August: Nadia Skoukdi, marokkanische Radsportlerin
- 26. August: Markus Ziereis, deutscher Fußballspieler
- 27. August: Juri Krakowezki, kirgisischer Judoka
- 28. August: Bentley Baxter Bahn, deutscher Fußballspieler

### September
- 01. September: Cristiano Biraghi, italienischer Fußballspieler
- 02. September: Konrad Abeltshauser, deutscher Eishockeyspieler
- 02. September: Jim Gottfridsson, schwedischer Handballspieler
- 05. September: Alexander Mühling, deutscher Fußballspieler
- 05. September: Malte Semisch, deutscher Handballspieler
- 07. September: Sam Kendricks, US-amerikanischer Stabhochspringer
- 08. September: Fabio Kaufmann, deutsch-italienischer Fußballspieler
- 09. September: Patrick Farkas, österreichischer Fußballspieler
- 09. September: Philipp Klement, deutscher Fußballspieler
- 09. September: Matt Stinson, kanadischer Fußballspieler
- 10. September: Muhamed Bešić, bosnisch-herzegowinischer Fußballspieler
- 10. September: Haley Ishimatsu, US-amerikanische Wasserspringerin
- 11. September: Borut Mačkovšek, slowenischer Handballspieler
- 13. September: Victor Carbone, brasilianischer Automobilrennfahrer
- 13. September: Felix Klaus, deutscher Fußballspieler
- 13. September: Vasilios Konstantinou, zyprischer Leichtathlet
- 14. September: Kala Funderburk, US-amerikanische Leichtathletin
- 17. September: William Buller, britischer Automobilrennfahrer
- 17. September: Milan Traikovits, zyprischer Leichtathlet
- 19. September: Srđan Grahovac, bosnischer Fußballspieler
- 20. September: Peter Prevc, slowenischer Skispringer
- 21. September: Aleksander Aamodt Kilde, norwegischer Skirennläufer
- 21. September: Kabange Mupopo, sambische Fußballspielerin
- 22. September: Fabio Gamberini, brasilianischer Automobilrennfahrer
- 22. September: Benedikt Saller, deutscher Fußballspieler
- 23. September: Linda Angounou, kamerunische Leichtathletin
- 25. September: Zoël Amberg, Schweizer Automobilrennfahrer
- 27. September: Granit Xhaka, Schweizer Fußballspieler
- 28. September: Luis Alberto, spanischer Fußballspieler
- 28. September: Sina Fuchs, deutsche Volleyballspielerin
- 28. September: Paweł Niewrzawa, polnischer Handballspieler
- 29. September: Kersten Thiele, deutscher Radrennfahrer

### Oktober
- 03. Oktober: Lena Gschwendtner, deutsche Volleyballspielerin
- 05. Oktober: Jamiu Alimi, nigerianischer Fußballspieler
- 05. Oktober: Sven Bärtschi, Schweizer Eishockeyspieler
- 05. Oktober: Annika Bruhn, deutsche Schwimmerin
- 05. Oktober: Kevin Magnussen, dänischer Automobilrennfahrer
- 05. Oktober: Hyacinthe Sèwanou, beninischer Fußballspieler
- 05. Oktober: Lea Wallewein, deutsche Skispringerin
- 05. Oktober: Dino Zamparelli, britischer Automobilrennfahrer
- 08. Oktober: Ramon Tauabo, deutscher Handballspieler
- 11. Oktober: Emilia Pikkarainen, finnische Schwimmerin
- 13. Oktober: Shelby Rogers, US-amerikanische Tennisspielerin
- 14. Oktober: Susanna Saapunki, finnische Skilangläuferin
- 15. Oktober: Justin Wolf, deutscher Radrennfahrer
- 16. Oktober: Lukáš Šembera, tschechischer Motorradrennfahrer
- 17. Oktober: Louise Burgaard, dänische Handballspielerin
- 17. Oktober: Mikaël Grenier, kanadischer Automobilrennfahrer
- 19. Oktober: Dennis Chessa, deutscher Fußballspieler
- 20. Oktober: Jeremy Hill, US-amerikanischer American-Football-Spieler
- 20. Oktober: Karolin Kaivoja, estnische Fußballschiedsrichterassistentin
- 20. Oktober: Mattia De Sciglio, italienischer Fußballspieler
- 20. Oktober: Mekdes Woldu, eritreisch-französische Leichtathletin
- 22. Oktober: Rubén Pardo, spanischer Fußballspieler
- 23. Oktober: Julija Galyschewa, kasachische Freestyle-Skierin
- 23. Oktober: Thomas Kaminski, belgischer Fußballtorwart
- 23. Oktober: Álvaro Morata, spanischer Fußballspieler
- 24. Oktober: Florian Kainz, österreichischer Fußballspieler
- 26. Oktober: Jane Claxton, australische Hockeyspielerin
- 28. Oktober: Deon Lendore, Sprinter aus Trinidad und Tobago († 2022)
- 28. Oktober: Massimo Rossi, italienischer Motorbootsportler († 2016)
- 31. Oktober: Shenia Franz, deutsche Handballspielerin

### November
- 01. November: Duarte Ferreira, angolanischer Automobilrennfahrer
- 02. November: Jelena Nikitina, russische Skeletonpilotin
- 03. November: Julius Biada, deutscher Fußballspieler
- 09. November: Grégoire Jacq, französischer Tennisspieler
- 10. November: Fatima Dahman, jemenitische Leichtathletin
- 10. November: Mattia Perin, italienischer Fußballspieler
- 10. November: Zahra Tatar, algerische Hammerwerferin
- 11. November: Sergei Dolgalew, kirgisischer Gewichtheber
- 13. November: Daniel Heuer Fernandes, deutsch-portugiesischer Fußballtorhüter
- 13. November: Grégory Hofmann, Schweizer Eishockeyspieler
- 13. November: Fred Klaassen, englischer Cricketspieler
- 13. November: Ramona Petzelberger, deutsche Fußballspielerin
- 13. November: Georgina Rowe, australische Ruderin
- 15. November: Bobby Wood, US-amerikanischer Fußballspieler
- 18. November: Jean-Claude Madin Cerezo, spanisch-deutscher American-Football-Spieler
- 18. November: Lumbardh Salihu, österreichischer Fußballspieler
- 19. November: Brandon Frazier, US-amerikanischer Eiskunstläufer
- 19. November: Doru Sechelariu, rumänischer Automobilrennfahrer
- 20. November: Ann-Marie Knauf, deutsche Volleyballspielerin
- 23. November: Juan Sebastián Agudelo, US-amerikanischer Fußballspieler
- 28. November: Matías Acuña, uruguayischer Fußballspieler († 2025)
- 28. November: Lotte Prak, niederländische Handballspielerin

### Dezember
- 01. Dezember: Marco van Ginkel, niederländischer Fußballspieler
- 03. Dezember: Daniel Abt, deutscher Automobilrennfahrer
- 03. Dezember: Eli Dasa, israelischer Fußballspieler
- 05. Dezember: Eva Hampel, deutsche Florettfechterin
- 08. Dezember: Moritz Leitner, deutscher Fußballspieler
- 09. Dezember: Sarah Hirini, neuseeländische Rugbyspielerin
- 10. Dezember: Khalid Assar, ägyptischer Tischtennisspieler
- 11. Dezember: Dovydas Redikas, litauischer Basketballspieler
- 16. Dezember: Lieke Martens, niederländische Fußballspielerin
- 18. Dezember: Pablo Diogo Lopes de Lima, brasilianischer Fußballspieler
- 18. Dezember: Mikkel Mac, dänischer Automobilrennfahrer
- 19. Dezember: Bright Christopher Addae, ghanaischer Fußballspieler
- 21. Dezember: Dale Jennings, englischer Fußballspieler
- 22. Dezember: Natalie Van Coevorden, australische Triathletin
- 23. Dezember: Laura Delany, irische Cricketspielerin
- 23. Dezember: Damon Leitch, neuseeländischer Automobilrennfahrer
- 23. Dezember: Oscar Riesebeek, niederländischer Radrennfahrer
- 23. Dezember: Jeffrey Schlupp, ghanaischer Fußballspieler
- 25. Dezember: Ogenyi Onazi, nigerianischer Fußballspieler
- 26. Dezember: Kasra Mehdipournejad, iranischer Taekwondoin
- 29. Dezember: Mirco Gerson, Schweizer Beachvolleyballspieler
- 30. Dezember: Thomas Walkup, US-amerikanisch-griechischer Basketballspieler
- 31. Dezember: Julian Possehl, deutscher Handballspieler

## Gestorben

### Januar
- 02. Januar: Hedwig Haß, deutsche Fechterin (* 1902)
- 02. Januar: Maurice Perrin, französischer Bahnradsportler (* 1911)
- 05. Januar: Antonio Ghiardello, italienischer Ruderer (* 1898)
- 11. Januar: Hans-Wolfgang Heidland, deutscher Ruderer (* 1912)
- 11. Januar: Morton Kaer, US-amerikanischer Leichtathlet (* 1902)
- 15. Januar: Fritz Kraatz, Schweizer Eishockeyspieler und -funktionär (* 1906)
- 18. Januar: George Hill, US-amerikanischer Leichtathlet (* 1901)
- 22. Januar: Giovanni Scher, italienischer Ruderer (* 1915)
- 24. Januar: Klaes Karppinen, finnischer Skilangläufer (* 1907)
- 24. Januar: Jenő Szilágyi, ungarischer Leichtathlet (* 1911)
- 26. Januar: Hans Schulze, deutscher Wasserballspieler und -trainer (* 1911)
- 28. Januar: Albert Andersson, schwedischer Turner (* 1896)
- 28. Januar: Herta Fey, deutsche Schwimmerin (* 1913)
- 29. Januar: Albin Novšak, jugoslawischer Skispringer (* 1915)

### Februar
- 03. Februar: Knut Fridell, schwedischer Ringer (* 1908)
- 04. Februar: Werner Wittig, deutscher Radsportler (* 1909)
- 12. Februar: Bep van Klaveren, niederländischer Boxer (* 1907)
- 14. Februar: Gene Venzke, US-amerikanischer Leichtathlet (* 1908)
- 21. Februar: Henri Préaux, französischer Ruderer (* 1911)
- 21. Februar: María Uribe, mexikanische Leichtathletin (* 1908)
- 22. Februar: Richard Reuther, deutscher Turner und Trainer (* 1908)
- 22. Februar: Paul Winter, französischer Leichtathlet (* 1906)
- 22. Februar: Kurt Wires, finnischer Kanute (* 1919)
- 25. Februar: Carl Monssen, norwegischer Ruderer (* 1921)
- 26. Februar: Gerrit Schulte, niederländischer Radrennfahrer (* 1916)

### März
- 01. März: Howard Payne, britischer Hammerwerfer (* 1932)
- 05. März: Giuseppe Olmo, italienischer Radrennfahrer (* 1911)
- 09. März: Reinhard von Koenig-Fachsenfeld, deutscher Ingenieur, Erfinder, Automobil- und Motorradrennfahrer (* 1899)
- 14. März: Arthur Studenroth, US-amerikanischer Leichtathlet (* 1899)
- 17. März: László Orczán, ungarischer Radrennfahrer (* 1992)
- 17. März: Aat de Roos, niederländischer Hockeyspieler (* 1919)
- 19. März: Roger Michelot, französischer Boxer (* 1912)
- 26. März: Gordon Adam, US-amerikanischer Ruderer (* 1915)
- 26. März: Nan Gindele, US-amerikanische Leichtathletin (* 1910)
- 26. März: Sano Rihei, japanischer Fußballspieler (* 1912)
- 27. März: Constant Pieterse, niederländischer Ruderer (* 1895)
- 28. März: Willard Tibbetts, US-amerikanischer Leichtathlet (* 1903)
- 30. März: Amédée Fournier, französischer Radrennfahrer (* 1912)
- 30. März: Gerhard Gustmann, deutscher Ruderer (* 1910)
- 30. März: Helmut Opschruf, deutscher Gewichtheber (* 1909)
- 31. März: Fritz Ganz, Schweizer Radrennfahrer (* 1916)

### April
- 01. April: Edward Smouha, britischer Leichtathlet (* 1909)
- 02. April: Gabriel Tiacoh, ivorischer Leichtathlet (* 1963)
- 04. April: André Cerbonney, französischer Leichtathlet (* 1900)
- 12. April: Rie Beisenherz, niederländische Schwimmerin und Wasserballspielerin (* 1901)
- 20. April: Marjorie Gestring, US-amerikanische Wasserspringerin (* 1922)
- 21. April: Louis Diercxsens, belgischer Hockeyspieler (* 1898)
- 23. April: Nils Åkerlindh, schwedischer Ringer  (* 1913)

### Mai
- 04. Mai: August Hellemans, belgischer Fußballspieler und -trainer (* 1907)
- 06. Mai: Gaston Reiff, belgischer Leichtathlet (* 1921)
- 09. Mai: Otto Kohn, deutscher Leichtathlet (* 1907)
- 10. Mai: Jerzy Schindler, polnischer Skirennläufer (* 1923)
- 16. Mai: Gino Rossetti, italienischer Fußballspieler (* 1904)
- 17. Mai: Leopold Schädler, liechtensteinischer Skirennläufer (* 1926)
- 18. Mai: Rudolf Klupsch, deutscher Leichtathlet (* 1905)
- 23. Mai: James Blair, US-amerikanischer Ruderer (* 1909)
- 26. Mai: Wiktor Bystrow, sowjetisch-russischer Boxer (* 1931)

### Juni
- 03. Juni: Ray Buker, US-amerikanischer Leichtathlet (* 1899)
- 14. Juni: William Ross, kanadischer Ruderer (* 1900)
- 15. Juni: Jean Aerts, belgischer Radrennfahrer (* 1907)
- 19. Juni: Kathleen McKane Godfree, britische Tennisspielerin (* 1896)
- 24. Juni: Rudolf Svedberg, schwedischer Ringer (* 1910)
- 27. Juni: Michail Tal, lettisch-sowjetischer Schachweltmeister (* 1936)

### Juli
- 04. Juli: Takahashi Subaru, japanischer Skilangläufer (* 1902)
- 08. Juli: Zoltán Soós-Ruszka Hradetzky, ungarischer Sportschütze (* 1902)
- 11. Juli: Munroe Bourne, kanadischer Schwimmer (* 1910)
- 12. Juli: Mariechen Wehselau, US-amerikanische Schwimmerin (* 1906)
- 14. Juli: Thomas Hicks, US-amerikanischer Bobfahrer (* 1918)
- 16. Juli: Enrico Garzelli, italienischer Ruderer (* 1909)
- 21. Juli: Hellmut Seibt, österreichischer Eiskunstläufer (* 1929)
- 26. Juli: Franjo Gartner, jugoslawischer Radrennfahrer (* 1904)
- 26. Juli: Ottorino Quaglierini, italienischer Ruderer (* 1915)
- 29. Juli: Fritz Flachberger, österreichischer Leichtathlet (* 1912)
- 30. Juli: Bo Lindman, schwedischer Moderner Fünfkämpfer und Fechter (* 1899)

### August
- 13. August: Eugen Bjørnstad, norwegischer Automobilrennfahrer (* 1909)
- 15. August: Klaus Liegibel, deutscher Motorradrennfahrer (* 1960)
- 21. August: Harry Kaskey, US-amerikanischer Eisschnellläufer (* 1902)
- 23. August: Alf Watson, australischer Leichtathlet (* 1907)
- 25. August: Veikko Peräsalo, finnischer Leichtathlet (* 1912)
- 27. August: Max Stiepl, österreichischer Eisschnellläufer (* 1914)
- 30. August: Karl Bricker, Schweizer Skisportler (* 1923)
- 30. August: Ernst Ihbe, deutscher Radrennfahrer (* 1913)
- 000August: Lucy Desmond, britische Turnerin (* 1899)

### September
- 05. September: László Rajcsányi, ungarischer Fechter (* 1907)
- 14. September: Ilse Dörffeldt, deutsche Leichtathletin (* 1912)
- 19. September: Fritz Bauer, deutscher Ruderer (* 1906)
- 20. September: Harry Smyth, kanadischer Eisschnellläufer (* 1910)
- 25. September: Tibor Kemény, ungarischer Fußballspieler und -trainer (* 1913)
- 26. September: Erich Krempel, deutscher Sportschütze (* 1913)
- 26. September: Alexander Woronin, sowjetisch-russischer Gewichtheber und Olympiasieger (* 1951)

### Oktober
- 05. Oktober: Gösta Carlsson, schwedischer Radrennfahrer (* 1906)
- 11. Oktober: William Neufeld, US-amerikanischer Leichtathlet (* 1901)
- 23. Oktober: Vernon Morgan, britischer Leichtathlet (* 1904)
- 25. Oktober: Mehmet Reşat Nayır, türkischer Fußballspieler, -trainer und -funktionär (* 1911)
- 26. Oktober: Giovanni Scotti, italienischer Eishockeyspieler (* 1911)
- 27. Oktober: Aina Berg, schwedische Schwimmerin (* 1902)
- 27. Oktober: Paul Jessup, US-amerikanischer Leichtathlet (* 1908)
- 31. Oktober: Brian MacCabe, britischer Leichtathlet (* 1914)

### November
- 02. November: Pietro Freschi, italienischer Ruderer (* 1909)
- 07. November: René Hamel, französischer Radrennfahrer (* 1902)
- 08. November: Cornelis Broekman, niederländischer Eisschnellläufer und Eisschnelllauftrainer (* 1927)
- 09. November: Fritz Gunst, deutscher Wasserballspieler (* 1908)
- 09. November: Sven Selånger, schwedischer Skisportler (* 1907)
- 10. November: Eskil Lundahl, schwedischer Schwimmer (* 1905)
- 11. November: Earle Meadows, US-amerikanischer Leichtathlet (* 1913)
- 12. November: Stanisław Karpiel, polnischer Skilangläufer (* 1909)
- 16. November: Phyllis Harding, britische Schwimmerin (* 1907)
- 25. November: Piet Ikelaar, niederländischer Radrennfahrer und Radsportfunktionär (* 1896)
- 25. November: Dmitri Ukolow, russischer Eishockeyspieler und Olympiasieger (* 1929)
- 26. November: Max Jørgensen, dänischer Radrennfahrer (* 1923)
- 26. November: Kathleen Russell, südafrikanische Schwimmerin (* 1912)
- 27. November: Willi Faust, deutscher Motorradrennfahrer (* 1924)
- 27. November: Franz Fuchsberger, österreichischer Fußballspieler (* 1910)
- 000November: Josef Zeman, österreichischer Gewichtheber (* 1906)

### Dezember
- 08. Dezember: Edmund Zieliński, polnischer Eishockeyspieler (* 1909)
- 10. Dezember: Josephine McKim, US-amerikanische Schwimmerin (* 1910)
- 14. Dezember: Severino Rigoni, italienischer Radrennfahrer und Radsporttrainer (* 1914)
- 18. Dezember: Howard Cann, US-amerikanischer Leichtathlet und Basketballtrainer (* 1895)
- 20. Dezember: Harald Huffmann, deutscher Hockeyspieler (* 1908)
- 30. Dezember: Hans Bauer, deutscher Skisportler (* 1903)
- 31. Dezember: Kristján Vattnes Jónsson, isländischer Leichtathlet (* 1916)

### Datum unbekannt
- Walter Beck, Schweizer Turner (* 1907)
- John Pearce, australischer Tennisspieler * (1923)